# Asenat
Asenat (hebrejsky אָסְנַת‎) je jméno dcery Potífery, kněze z egyptského Ónu, která se stala manželkou Josefa. Její jméno se vykládá jako „Patřící (bohyni) Neit“. O osobnosti a povaze této biblické postavy se téměř nic nedozvídáme. Odhaleno je nám pouze to, že se stala matkou Efrajima a Manasese, jejichž jmény byly nazývány dva izraelské kmeny.

## Asenat v pseudepigrafické literatuře
O něco sdílnější ohledně Asenatiny osoby je apokryfní spis, jenž je známý pod označením Josef a Asenat. Tento spis, jenž zřejmě vznikl v Alexandrii, starověkém centru helénistického diasporního židovství, popisuje Asenatu jako mladou ženu, která „byla vysoká jako Sára a ztepilá jako Rebeka a krásná jako Ráchel“. Kromě toho, že byla velmi sličná a všichni urození muži široko daleko usilovali o její ruku, podobala se „dcerám hebrejským“ v tom, že úzkostlivě střežila své panenství. Nicméně až do svých 18 let byla ctitelkou egyptských božstev. Když se Josef stal místokrálem a projížděl se svou družinou egyptskou zemí, chtěl přenocovat v paláci Asenatina otce. Ten byl záměrem Josefa nadšen a oznámil Asenatě, že by si přál, kdyby se za Josefa provdala. Ta však, aniž by Josefa viděla, odmítla s tím, že si nevezme jakéhosi syna obyčejného pastevce z cizí země, který navíc spal s ženou svého pána. Utekla do své komnaty, ale z okna zahlédla Josefův příjezd. Když ho spatřila, poznala, jak mylné mínění o něm měla. Nakonec byla ráda, když byla Josefovi představena, ale zároveň byla zaskočena, když Josef odmítl její polibek na přivítanou s tím, že pro bohabojného muže se nesluší, aby přijal polibek od ženy, která svými rty ctí cizí bohy. Místo polibku Josef vložil nad Asenatinu hlavu svou pravici a pronesl požehnání. To Asenatu tak zasáhlo, že ihned odešla do svého pokoje a prosila Nejvyššího o odpuštění. Odvrátila se od svých bohů, odložila své honosné šaty a po sedm dní se postila. Osmého dne ji navštívil anděl, který ji oznámil, že Hospodin přijal její kajícné prosby a že si má umýt svou tvář, obléci se do nádherných šatů a ozdobit se jako nevěsta, protože se setká s Josefem, svým budoucím manželem. Tentýž anděl navštívil i Josefa a oznámil mu Asenatino znovuzrození a její připravenost stát se jeho manželkou. Spis „Josef a Asenat“ popisuje ještě další události včetně nevydařeného spiknutí faraónova prvorozeného syna a dvou Josefových bratří Dana a Gáda proti Josefovi, kdy Asenat sehrála roli přímluvce a smírce.

## Asenat v židovské tradici
V rámci judaismu se ohledně Asenaty traduje, že byla ve skutečnosti dcerou Díny a Šekema, který Dínu znásilnil a jehož zabili Dínini bratři Šimeón a Lévi. Poté, co se znásilněné Díně narodila dcerka, chtěli Dínini bratři zabít i toto dítě. Aby Jákob, otec Díny a jejich bratří, zabránil usmrcení své vnučky, vyryl na kovovou destičku Boží jméno a zhotovil z ní medailónek. Ten připevnil své vnučce na krk a odeslal ji z domu. Archanděl Gabriel přenesl dítě do Egypta, kde se jí ujal bezdětný pár, totiž Potifar a jeho žena. Ti Asenatu vychovávali jako vlastní dceru. Ta se později stala svědkem toho, jak její domnělá matka sváděla Josefa. Když byl Josef obviněn z pokusu o znásilnění, malá Asenat se Josefa zastala a Potifarovi řekla pravdu. Na základě toho Potifar nechal Josefa pouze uvěznit. Když se pak Josef dostal z vězení a stal se místokrálem, začala se Asenat zajímat o nápis na medailónku, který nosila. Žádný z egyptských mudrců ten nápis nedokázal vyluštit, až na Josefa. Tak Josef zjistil, že Asenat pochází z téhož rodu jako on. Bylo to právě v době, kdy chtěl faraón Josefa oženit, a tak Josef požádal o svolení požádat o ruku právě Asenatu, která se sňatkem souhlasila.